# Pont-de-Vaux
Pour les articles homonymes, voir Pont et Vaux.
Ne doit pas être confondu avec Pont-de-Veyle.
Pont-de-Vaux est une commune française, située dans le département de l'Ain en région Auvergne-Rhône-Alpes.

## Géographie

### Localisation
Pont-de-Vaux fait partie de la Bresse, à la limite avec le Val de Saône, et fait face au Mâconnais et à la Bresse bourguignonne. Situé au nord-ouest du département de l'Ain, le village est localisé à 18 km de Tournus, à 22 km de Mâcon, à 46 km de Chalon-sur-Saône et à 95 km de Lyon.
Les prairies inondables du val de Saône, d'un grand intérêt écologique, de superficie importante dans le canton de Pont-de-Vaux, sont parmi les plus grandes prairies naturelles inondables d'Europe.

### Communes limitrophes
| Montbellet (Saône-et-Loire), Fleurville (Saône-et-Loire) |              | Saint-Bénigne |
| Reyssouze                                                | Pont-de-Vaux |               |
|                                                          | Gorrevod     |               |

### Points extrêmes
- Nord : Les Barbenoux, 46° 27′ 45″ N, 4° 54′ 51″ E
- Est : Vaux, 46° 25′ 30″ N, 4° 57′ 38″ E
- Sud : La Forêt, 46° 25′ 14″ N, 54° 57′ 09″ E
- Ouest : Confluence Saône - Reyssouze, 46° 26′ 33″ N, 4° 53′ 33″ E

### Hydrographie

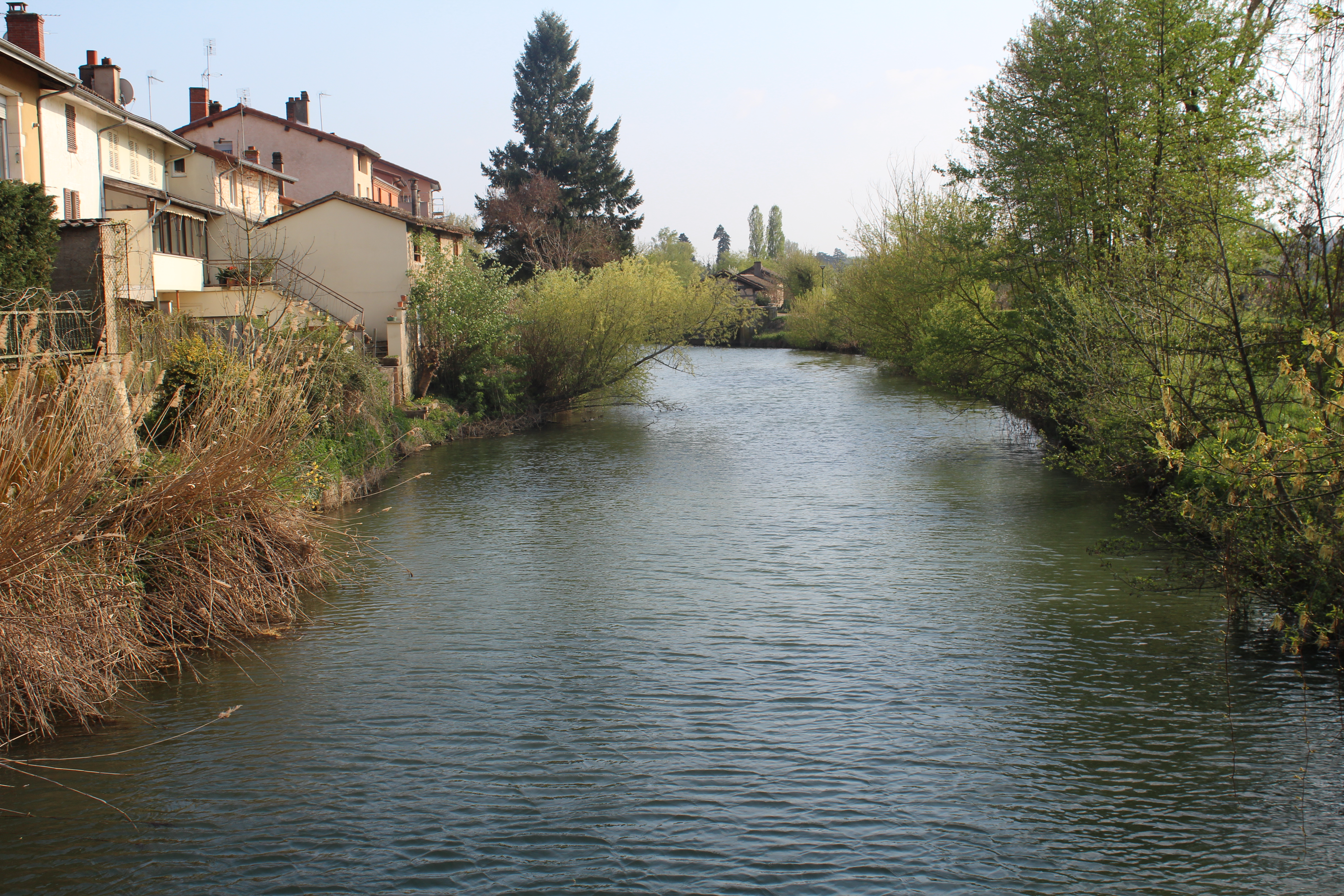
La Reyssouze.

Pont-de-Vaux est traversé par trois cours d'eau dont deux font office de frontière communale. À l'ouest se trouve la Saône qui sépare la commune du département de Saône-et-Loire et donc de la région Bourgogne-Franche-Comté.
Venant de Gorrevod et de Saint-Bénigne, la Reyssouze entre dans le territoire communal par le sud-est mais reste sur la frontière que le village possède avec Gorrevod. Elle fait de même avec la commune de Reyssouze jusqu'à se jeter dans la Saône près du camping.
En parallèle de la Reyssouze, le canal de Pont-de-Vaux, long de trois kilomètres, relie la Saône et le port de plaisance de la commune. Construit durant le XIXe siècle, cet ouvrage aurait dû continuer jusqu'à la rivière d'Ain et a été réaménagé durant les années 1980.

### Climat
Pour des articles plus généraux, voir Climat d'Auvergne-Rhône-Alpes et Climat de l'Ain.
En 2010, le climat de la commune est de type climat océanique dégradé des plaines du Centre et du Nord, selon une étude du CNRS s'appuyant sur une série de données couvrant la période 1971-2000. En 2020, Météo-France publie une typologie des climats de la France métropolitaine dans laquelle la commune est exposée à un climat semi-continental et est dans la région climatique Bourgogne, vallée de la Saône, caractérisée par un bon ensoleillement (1 900 h/an), un été chaud (18,5 °C), un air sec au printemps et en été et des vents faibles.
Pour la période 1971-2000, la température annuelle moyenne est de 11,6 °C, avec une amplitude thermique annuelle de 18 °C. Le cumul annuel moyen de précipitations est de 871 mm, avec 10,5 jours de précipitations en janvier et 7,5 jours en juillet. Pour la période 1991-2020, la température moyenne annuelle observée sur la station météorologique de Météo-France la plus proche, sur la commune de Romenay à 13 km à vol d'oiseau, est de 11,8 °C et le cumul annuel moyen de précipitations est de 983,9 mm,. Pour l'avenir, les paramètres climatiques de la commune estimés pour 2050 selon différents scénarios d'émission de gaz à effet de serre sont consultables sur un site dédié publié par Météo-France en novembre 2022.

### Voies de communication et transport

Axes de communication.

#### Axes routiers

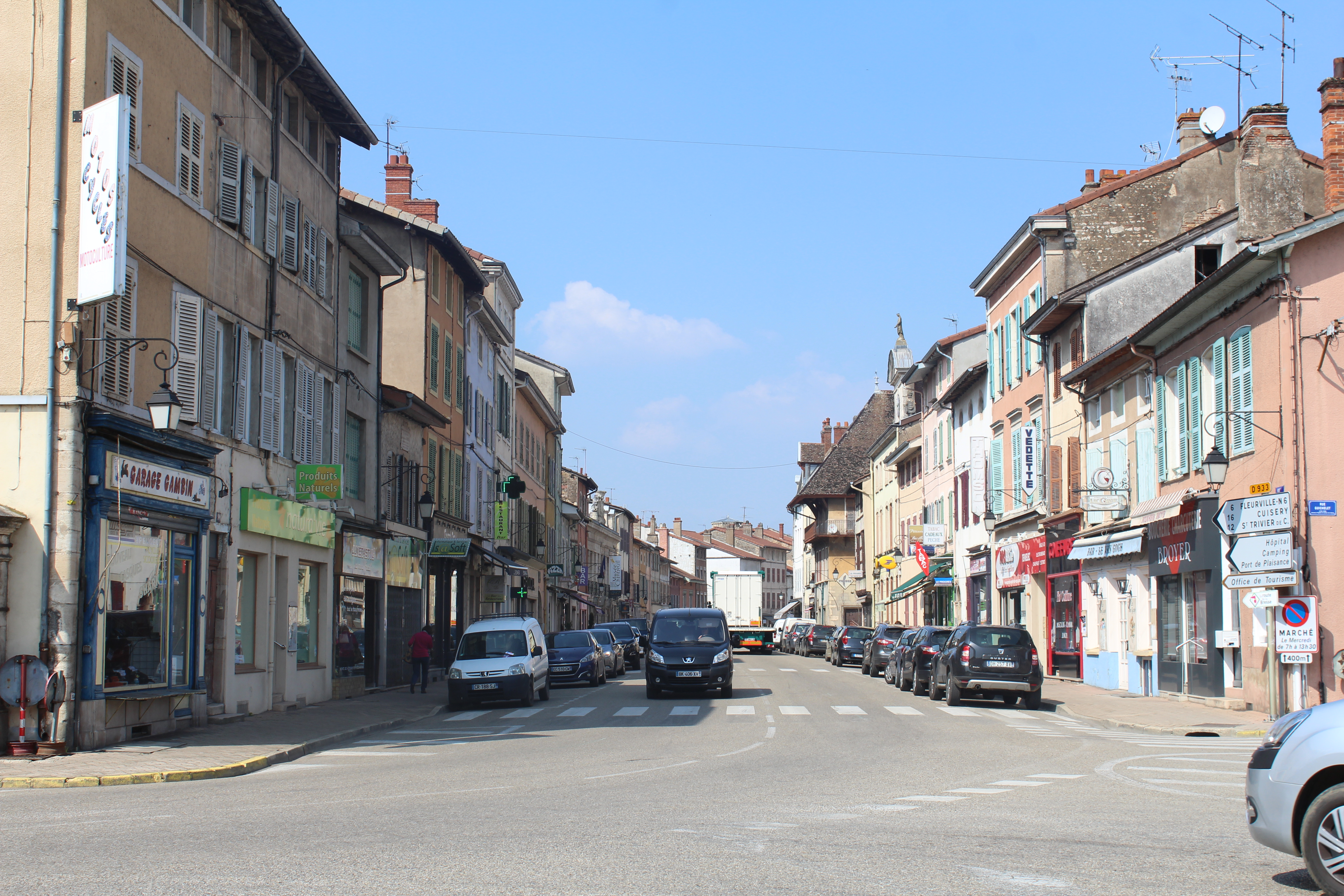
Route D 933 au bourg.

Pont-de-Vaux est au carrefour de nombreuses voies départementales témoignant d'une importance historique de la commune au niveau local. La plus importante est la route départementale D 933 qui traverse le bourg du nord au sud. En prenant cette voie vers le nord, les automobilistes peuvent rejoindre Saint-Bénigne, Arbigny, Sermoyer et Cuisery tandis qu'en se dirigeant au sud, ils peuvent aller vers Ozan, Manziat et Feillens. Au niveau départemental, cette route relie Sermoyer au nord à Massieux au sud. Avant 1972, cette voie faisait partie de la route nationale 433 qui reliait Saint-Germain-du-Plain à Lyon mais cette dernière a été déclassée en trois voies en fonction des trois départements qu'elle traversait.
La voie possède un axe annexe, la route départementale D 933A, qui démarre de la place Joubert et change de département en traversant le pont de Fleurville avant de terminer sa voie au rond-point qui l'intersecte avec la route départementale D 906 de la Saône-et-Loire, ancienne route nationale 6 qui passe notamment par Mâcon au sud, Tournus et Chalon-sur-Saône au nord.
Quatre autres axes routiers ont pour point de départ Pont-de-Vaux. L'une des trois est la route départementale D 2 qui part en direction de Saint-Trivier-de-Courtes en passant par Saint-Bénigne et Chavannes-sur-Reyssouze. Elle a pour point d'arrivée le pont sur la Sâne Morte qui sépare Curciat-Dongalon et la commune saône-et-loirienne de Varennes-Saint-Sauveur.
Sur la place Legrand, l'intersection entre les routes départementales D 933 et D 26 marque le départ du dernier axe cité. En passant par l'est, les véhicules partent vers Saint-Étienne-sur-Reyssouze, Béréziat et Marsonnas avant de terminer sa route dans la Dombes, plus particulièrement à Marlieux.
La route départementale D 46 part à l'intersection avec la route départementale D 26. Par la suite, elle passe par le sud de Saint-Bénigne, le bourg de Chavannes-sur-Reyssouze, Servignat jusqu'à s'intersecter avec la route départementale D 975 à Mantenay-Montlin.
Enfin, en emprutant la route D 933A en direction de Fleurville, une route débute près du canal et fait un bref passage dans la commune. Cette voie est la route départementale D 1C et permet d'aller au bourg de Reyssouze.
On ne dénombre aucune autoroute à Pont-de-Vaux mais on trouve l'autoroute A6 de l'autre côté de la Saône qui relie la capitale française à Lyon.
La place Poisat a été récemment réaménagée. Les travaux ont commencé en novembre 2017 et se sont terminés un an plus tard, fin 2018. Sur cette place, on remarque l’ajout d’un parc pour enfants ainsi que de la pelouse .
Certains platanes, présents sur l’ancienne place, ont été conservés et permettent d’embellir l’ancienne fontaine restaurée.

#### Voies ferroviaires

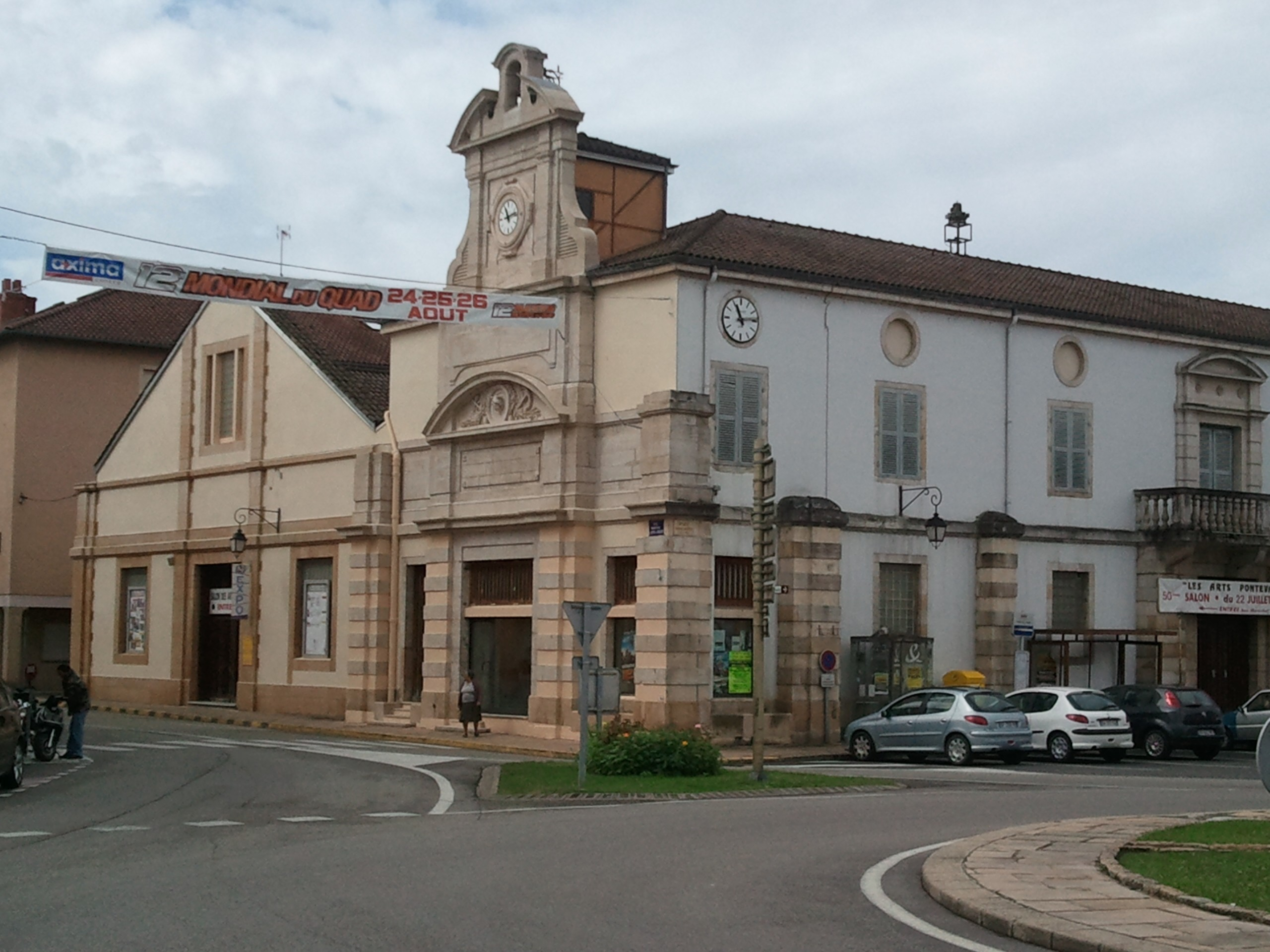
Ancienne gare du tramway.

La ligne de Trévoux à Saint-Trivier-de-Courtes, gérée par la Compagnie des Tramways de l'Ain empruntait l'actuelle D 933. La gare fut desservie de 1897 jusqu'en 1936, date à laquelle la ligne fut fermée. Les trains s'arrêtaient sur la place Joubert à la gare de la commune qui étaient jadis des halles.
Il y avait aussi une  voie annexe entre le bourg et Fleurville d'une longueur de 5 kilomètres destinée à relier la gare PLM commune avec Fleurville. Elle est mise en service le 11 décembre 1900 et fermée le 15 avril 1936. Le terminus était face à la gare et ne comportait pas de bâtiments.
Aujourd'hui, aucune voie ferrée ne traverse la commune, subsiste la ligne Paris - Marseille via Dijon qui passe de l'autre côté de la Saône et notamment à Mâcon. La gare de Fleurville - Pont-de-Vaux est desservie par des TER Dijon - Mâcon - Lyon et quelques TGV reliant le Nord-Est de la France à la Méditerranée.

### Transport fluvial

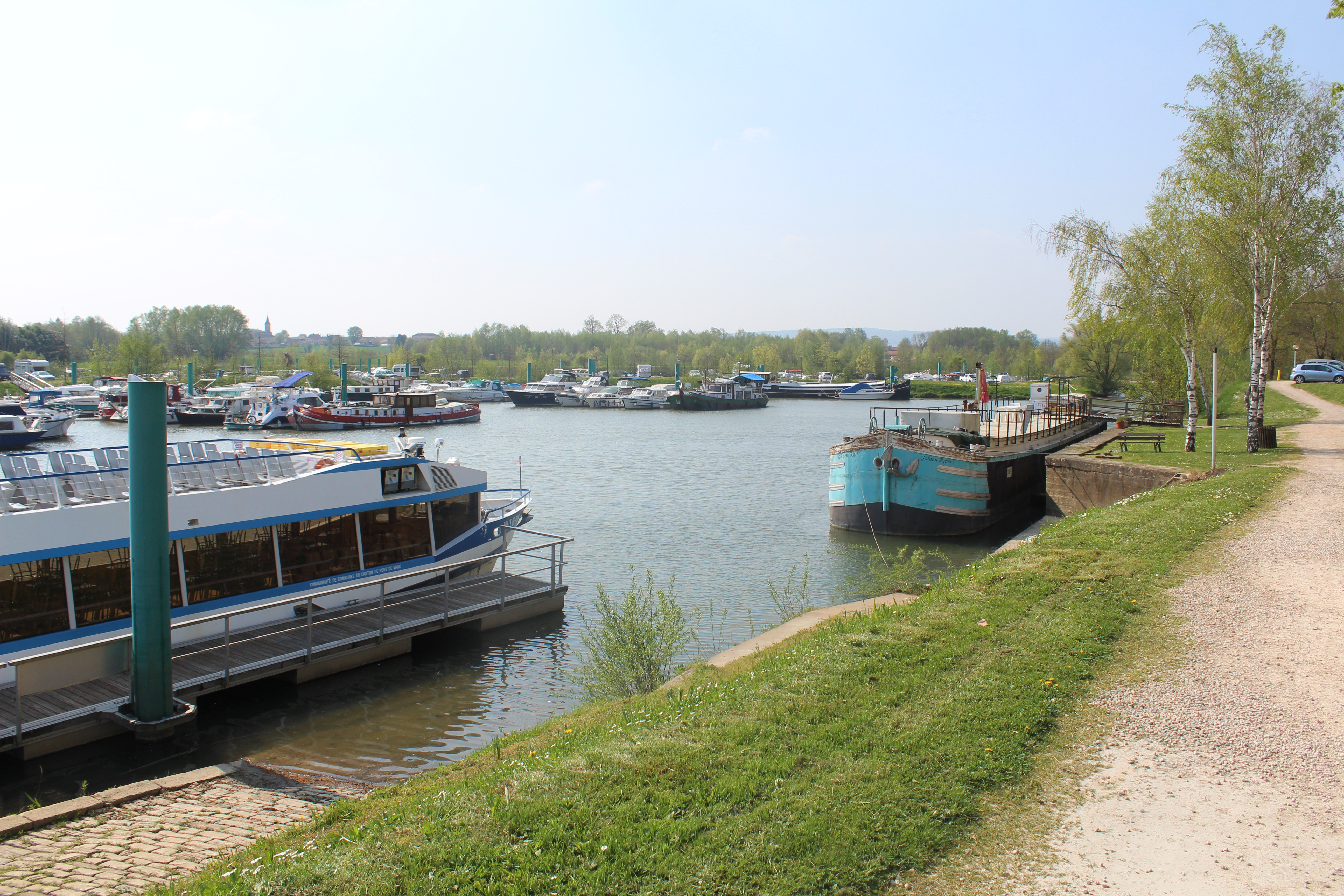
Le port.

La Saône est navigable à grand gabarit européen depuis Verdun-sur-le-Doubs jusqu'à Lyon. Elle constitue un axe de transport fluvial important entre l'est et la Méditerranée et est appréciée pour le tourisme fluvial.
Pont-de-Vaux n'a pas de port sur les rives du cours d'eau mais en possède un dans les terres qui est relié au canal. L'infrastructure maritime, à cheval entre le village et celui de Reyssouze où se situe une grande partie du port de plaisance, peut accueillir jusqu'à 225 bateaux.

### Transports en commun
La commune est reliée au réseau départemental des bus car.ain.fr par l'intermédiaire de la ligne 155. Les bus font des allers-retours entre Mâcon et le bourg et desservent l'arrêt Place Joubert. L'arrêt Les Quatre Vents mentionné comme étant situé sur le territoire communal est à la limite entre Gorrevod et Reyssouze.

## Urbanisme

### Typologie
Au 1er janvier 2024, Pont-de-Vaux est catégorisée bourg rural, selon la nouvelle grille communale de densité à 7 niveaux définie par l'Insee en 2022.
Elle appartient à l'unité urbaine de Pont-de-Vaux, une agglomération intra-départementale dont elle est ville-centre,. Par ailleurs la commune fait partie de l'aire d'attraction de Mâcon, dont elle est une commune de la couronne,. Cette aire, qui regroupe 105 communes, est catégorisée dans les aires de 50 000 à moins de 200 000 habitants,.

### Occupation des sols
L'occupation des sols de la commune, telle qu'elle ressort de la base de données européenne d’occupation biophysique des sols Corine Land Cover (CLC), est marquée par l'importance des territoires agricoles (69,7 % en 2018), en diminution par rapport à 1990 (77,4 %). La répartition détaillée en 2018 est la suivante : 
prairies (49,1 %), zones urbanisées (20,6 %), zones agricoles hétérogènes (13,8 %), terres arables (6,8 %), eaux continentales (5 %), espaces verts artificialisés, non agricoles (4,7 %).
L'évolution de l’occupation des sols de la commune et de ses infrastructures peut être observée sur les différentes représentations cartographiques du territoire : la carte de Cassini (XVIIIe siècle), la carte d'état-major (1820-1866) et les cartes ou photos aériennes de l'IGN pour la période actuelle (1950 à aujourd'hui).

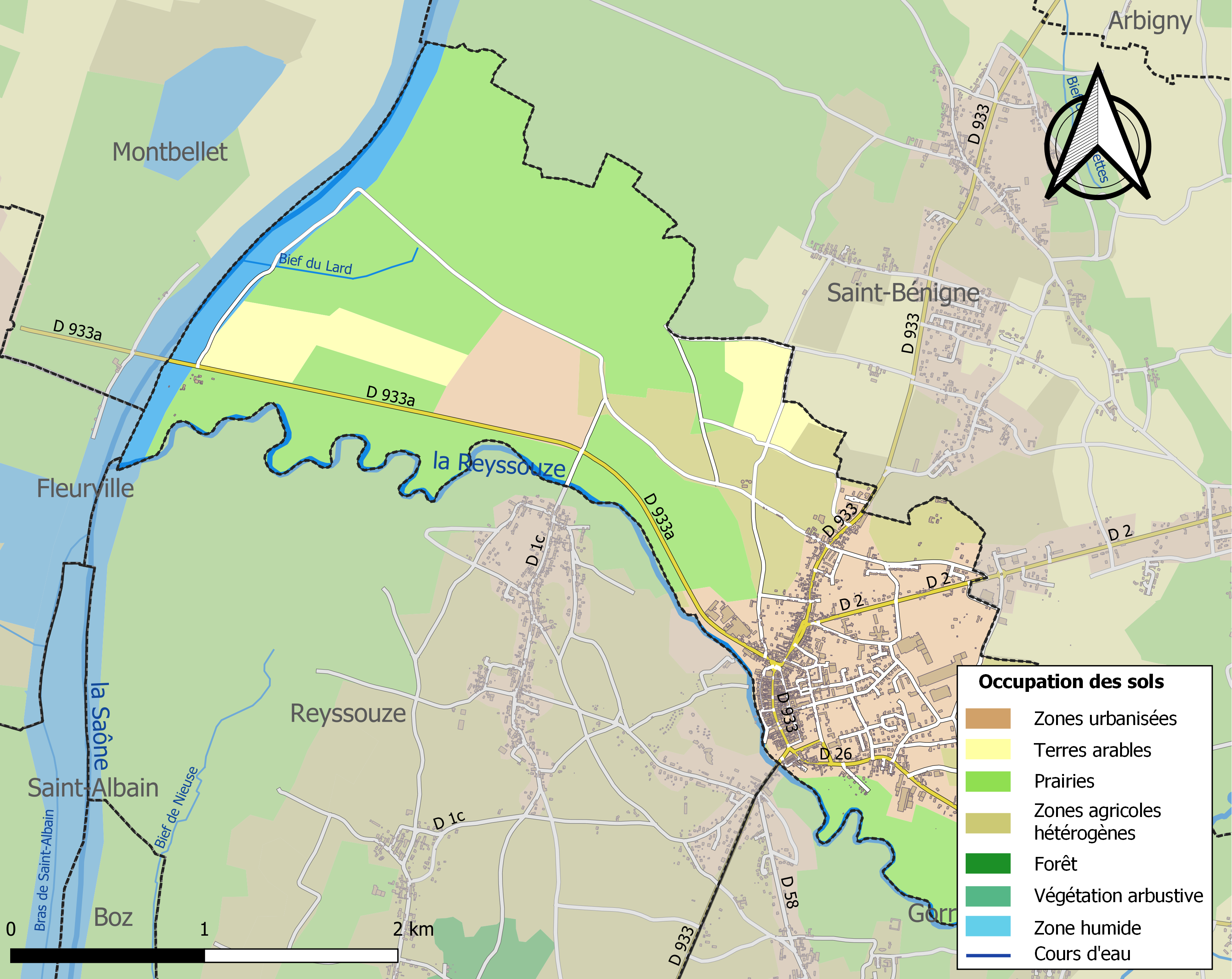
Carte des infrastructures et de l'occupation des sols de la commune en 2018 (CLC).

## Toponymie

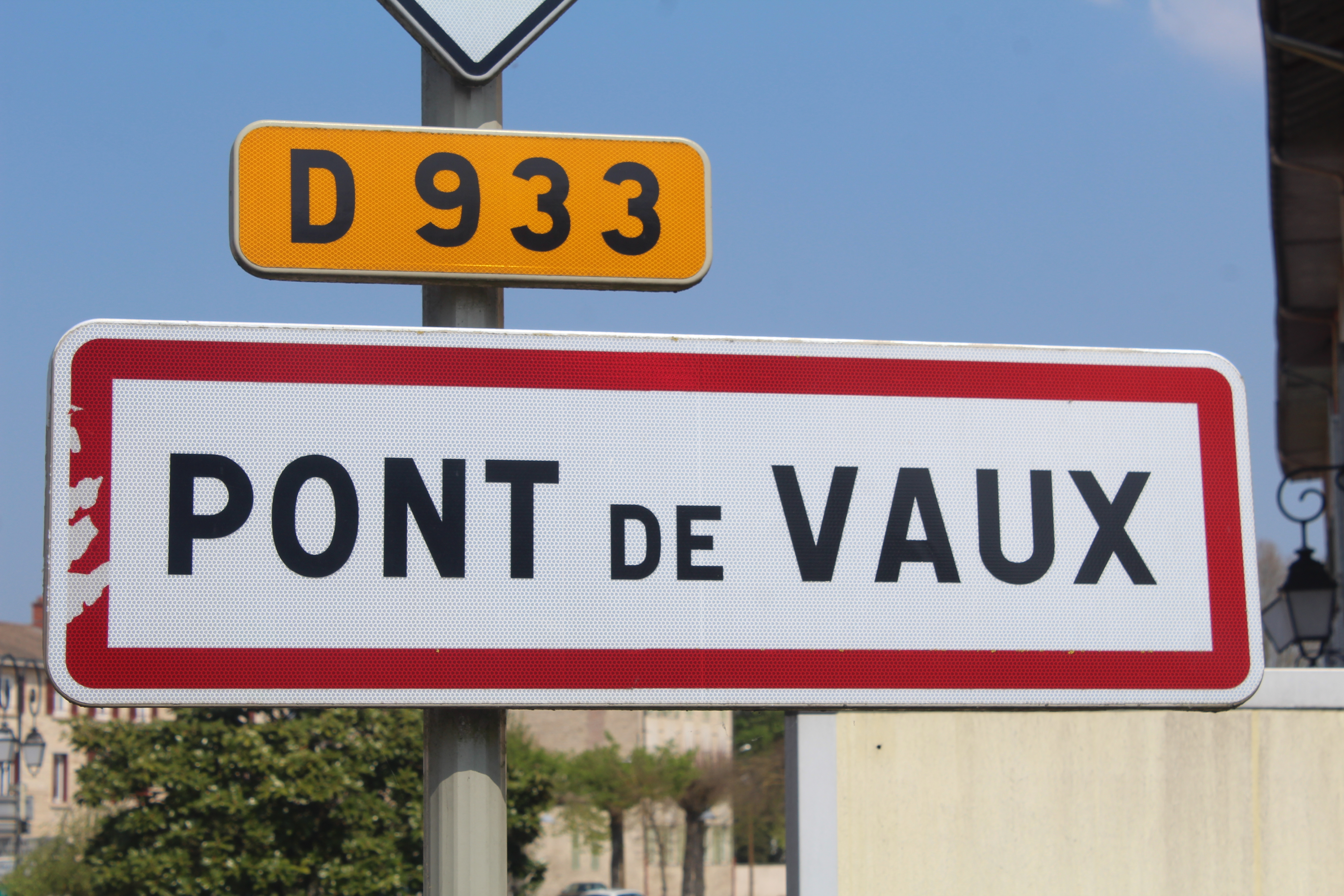
Panneau d'entrée depuis les Quatre Vents.

La commune porte le nom de Pont-de-Vâlx en Francoprovençal.
Les habitants de Pont-de-Vaux s'appellent les Pontevallois et les Pontevalloises ou les Pont-de-Vallois et les Pont-de-Valloises. Un gentilé plus ancien, titre du journal du collège en 1975 environ, est Vallipontains et Vallipontaines.

### Origine du nom
Le suffixe Vaux vient du latin vallis qui signifie vallée, vallon, creux, enfoncement ou encore cavité. Ainsi, Pont-de-Vaux signifie littéralement Pont de la vallée.

### Anciens noms
La première référence à la commune datant de 968 se trouve dans le cartulaire de Saint-Vincent de Mâcon sous le nom de Vallis.
Trois siècles plus tard, vers 1250, Ponz de Vauz est mentionné dans le pouillé du diocèse de Lyon avant d'être cité vers 1272 sous Pontem de Vauz d'après Guichenon.
Le siècle suivant, c'est au tour de Pontem Vallium et de Pont de Vaz d'être évoqués dans le terrier de Bâgé autour de 1325. En 1400, les archives de la Côte-d'Or utilisent pour la première fois Pont-de-Vaux qui n'a pas été changé depuis.

## Histoire

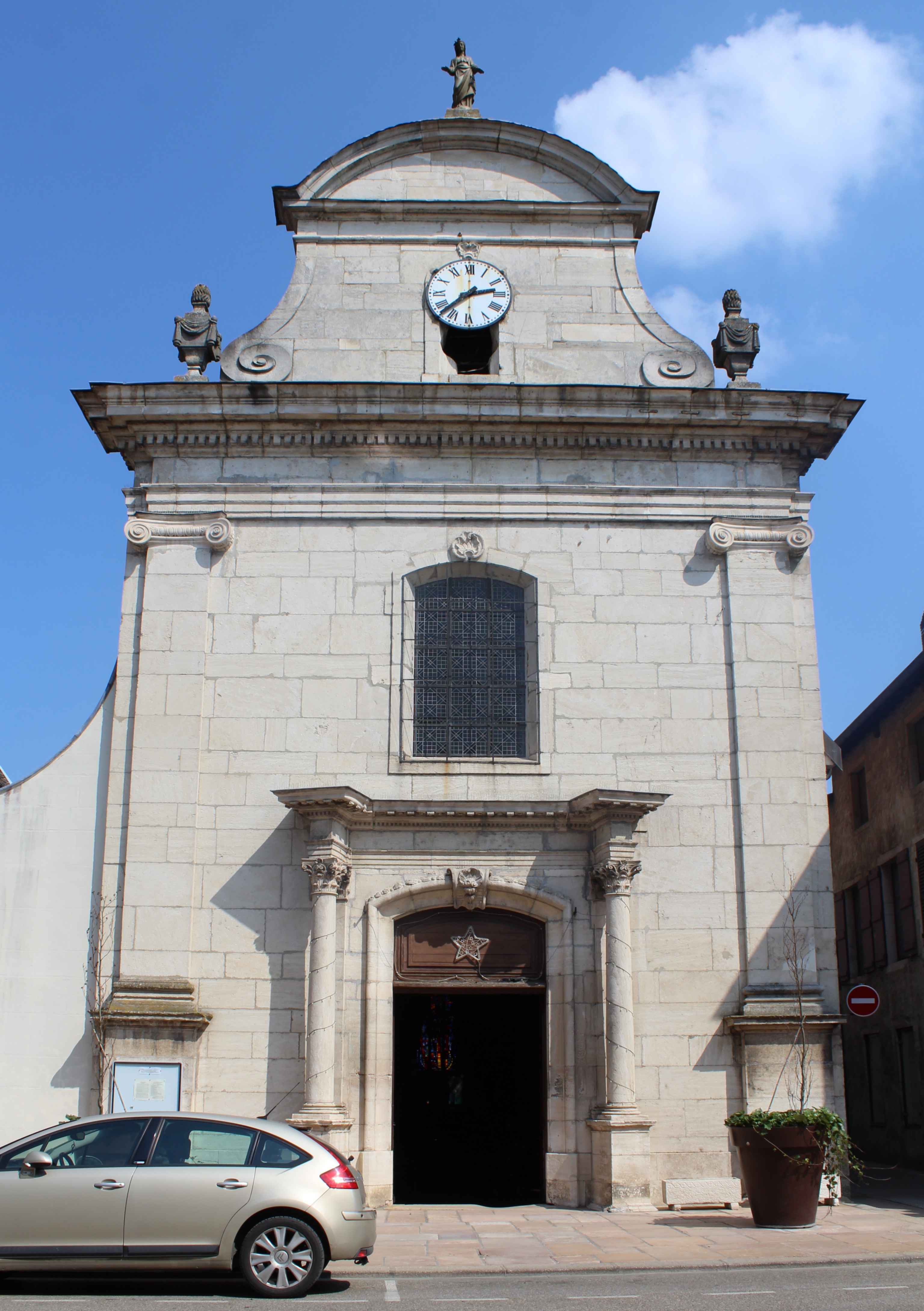
Église Notre-Dame-de-l'Assomption.

À l'origine, Pont-de-Vaux dépendait religieusement de la paroisse de Saint-Bénigne et ne possédait qu'une chapelle dédiée à sainte Anne. Cependant, à la collation de l'abbé de Tournus, elle possède une église paroissiale à partir du XIVe siècle qui sera érigée en collégiale sous le vocable de Notre-Dame en 1515 par Louis de Gorrevod, évêque de Maurienne et premier évêque de Bourg-en-Bresse, et par son frère Laurent,.
Dépendant du domaine des sires de Bâgé, la localité s'est vu céder une charte de franchises par ces derniers en 1250. Vingt-deux années plus tard, elle passe aux mains des gouverneurs de Savoie à la suite du mariage de Sibylle de Bâgé et d'Amédée V de Savoie. Elle resta unie à cet État jusqu'en 1521, année où le duc Charles la céda en titre de comté à Laurent de Gorrevod, gouverneur de Bresse.
En 1601, après la fin de la guerre franco-savoyarde qui se termine par le Traité de Lyon signé le 17 janvier, Pont-de-Vaux appartient désormais à la France avec l'acquisition de celle-ci de la Bresse, du Bugey, du Valromey et du pays de Gex. Elle est par la suite intégrée à la province bourguignonne. Louis XIII, roi de France, l'érige en duché en 1623, la seigneurie passera aux mains des Bauffremont en 1681 et puis à celles d'Augustin-Louis Bertin en 1772.
Pont-de-Vaux fut l'un des neuf districts du département de l'Ain de 1790 à 1795, il était composé de trois cantons. En 1800, le territoire de l'ancien district fut rattaché à l'arrondissement de Bourg-en-Bresse.
Durant la Seconde Guerre mondiale, en octobre 1943, le général de Lattre de Tassigny se cacha à Pont-de-Vaux, à l'hôtel restaurant Le Raisin, avant de rallier l'Angleterre.

## Politique et administration

### Rattachements administratifs et électoraux
Lors de la création des départements par la Révolution française, elle est intégrée au département de l'Ain et au district dont elle était le chef-lieu. En 1800, après la suppression des districts, elle intègre l'arrondissement de Bourg-en-Bresse et reste dans le canton de Pont-de-Vaux.
Jusqu'en 2012, elle faisait partie de la quatrième circonscription de l'Ain pour l'élection des députés. Avec l'ajout d'une nouvelle circonscription, Pont-de-Vaux intègre la première circonscription de l'Ain cette année-là.

En mars 2015, à l'occasion des élections départementales, le décret du 13 février 2014 portant sur le redécoupage cantonal des cantons de l'Ain entre en vigueur. Ainsi, la commune et toutes celles du canton dont elle était le chef-lieu sont intégrées au nouveau canton de Replonges.

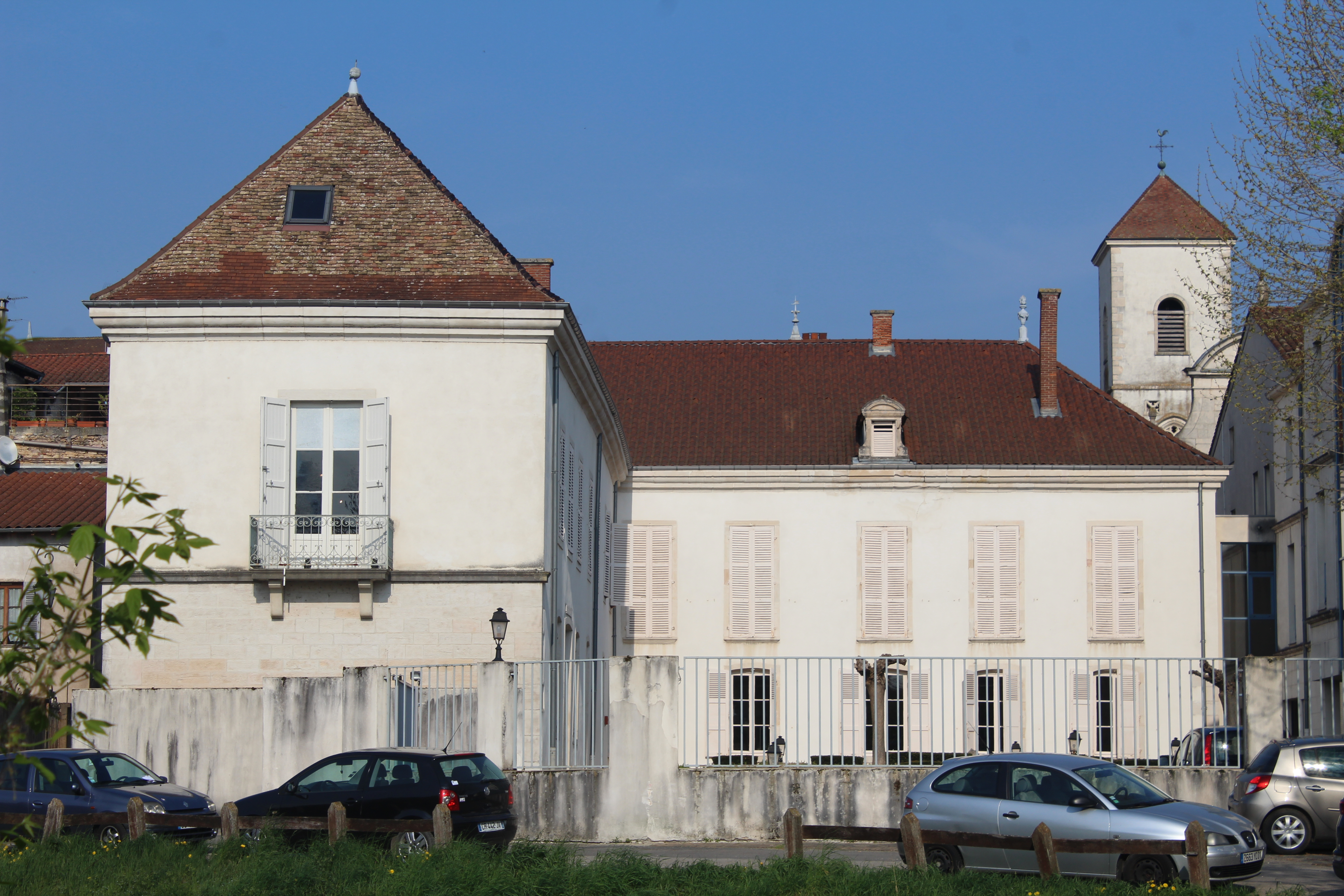
Façade arrière de l'hôtel de ville.

### Liste des maires
| Période                                  | Période   | Identité                   | Étiquette                | Qualité                                                                                 |
| ---------------------------------------- | --------- | -------------------------- | ------------------------ | --------------------------------------------------------------------------------------- |
| Maire en 1830                            | ?         | Pierre Louis André         |                          | Propriétaire, juge de paix Conseiller général du canton de Pont-de-Vaux (1833 → 1841)   |
| ?                                        | ?         | Hippolyte Herbet           | Républicain Progressiste | Médecin Député (1889 → 1903) Conseiller général du canton de Pont-de-Vaux (1874 → 1903) |
| Maire en 1916                            | ?         | Jean Durhône               | Rad.                     | Pharmacien Conseiller général du canton de Pont-de-Vaux (1903 → 1919)                   |
| Les données manquantes sont à compléter. |           |                            |                          |                                                                                         |
| 1949                                     | ?         | Joseph Gagnière            |                          | Professeur de philosophie                                                               |
| Les données manquantes sont à compléter. |           |                            |                          |                                                                                         |
| mars 1977                                | mars 2001 | Henri Gagnière (1928-2013) |                          | Greffier de justice de paix puis agent d’assurances                                     |
| mars 2001                                | mars 2014 | Jean-Claude Thierry        |                          | Retraité                                                                                |
| mars 2014                                | mai 2020  | Philippe Coillard          | UMP-LR                   | Notaire                                                                                 |
| mai 2020                                 | En cours  | Yves Pauget                |                          |                                                                                         |
| Les données manquantes sont à compléter. |           |                            |                          |                                                                                         |

### Intercommunalités
Pont-de-Vaux était jusqu'au 31 décembre 2016 le chef-lieu de la communauté de communes du canton de Pont-de-Vaux qui avait été fondée le 20 décembre 1994. Depuis le 1er janvier 2017, la commune est intégrée à la nouvelle communauté de communes du pays de Bâgé et de Pont-de-Vaux. Cette dernière regroupe les communes de l'ancienne intercommunalité à celles du pays de Bâgé. La structure devient communauté de communes Bresse et Saône le 13 décembre de la même année.
Toutefois, ce n'est pas la seule structure intercommunale dont fait partie la localité bressane. On peut mentionner le syndicat mixte Bresse Val de Saône créé en 1995 et regroupant 40 communes,. Son but est de négocier les procédures que proposent l'Union européenne, l'État ou la région Auvergne-Rhône-Alpes qui pourraient développer un territoire plus vaste que la simple communauté de communes.
Enfin, comme la totalité des communes du département de l'Ain, le village appartient au syndicat intercommunal d'énergie et de e-communication de l'Ain, organisation fondée le 11 mars 1950. Le syndicat est compétent dans la gestion des réseaux d'électrification, de gaz, de l'éclairage public, de la communication électronique. En plus de ces compétences, la structure accompagne les communes pour qu'elles puissent maîtriser leur consommation d'énergie, gère un système d'information géographique et a mis en place dans le département, par l'intermédiaire de sa régie Réso-Liain, un réseau de fibre optique pour avoir accès à Internet à très haut débit.

### Jumelages
| Dornhan Pont-de-Vaux |

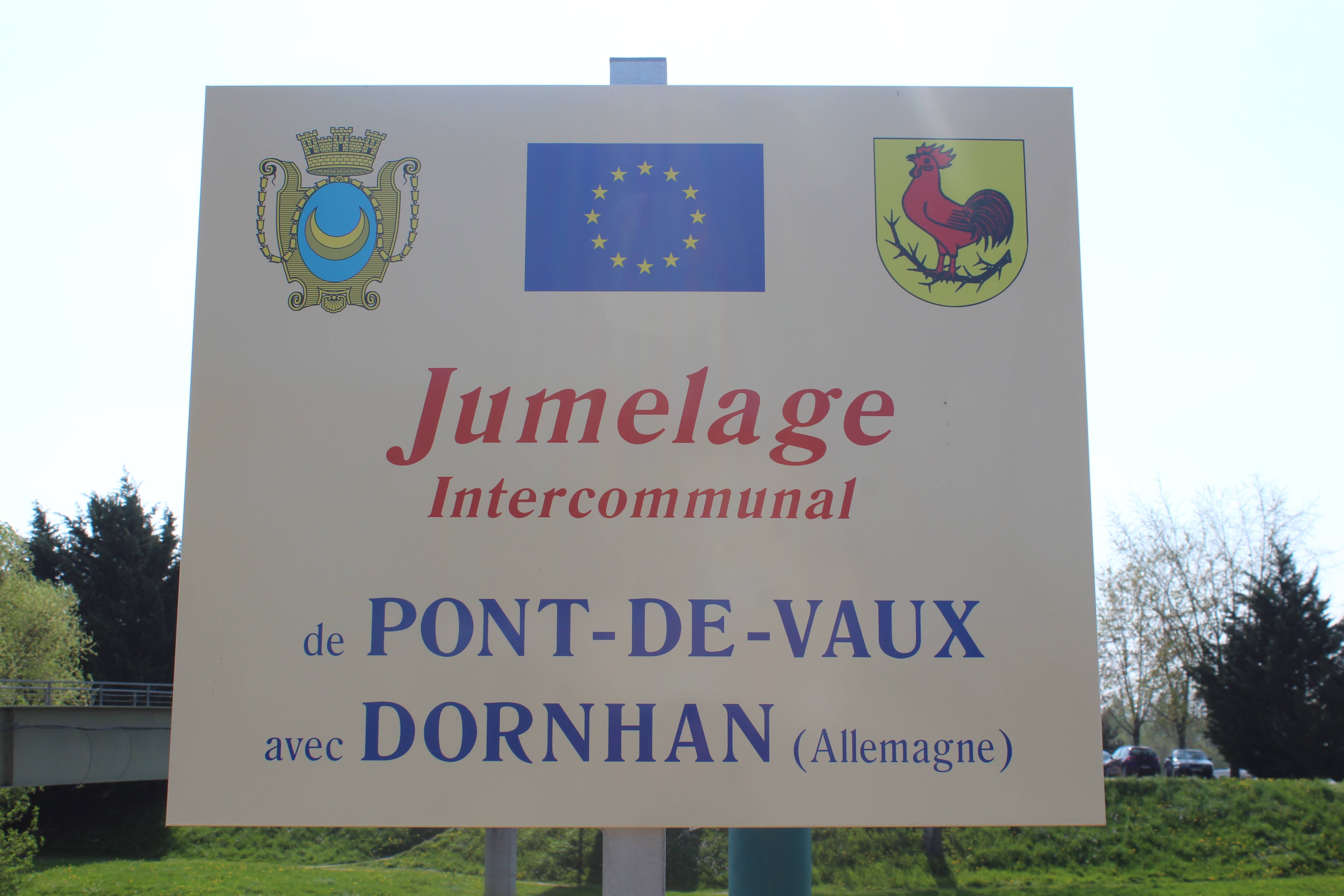
Panneau indiquant le jumelage.

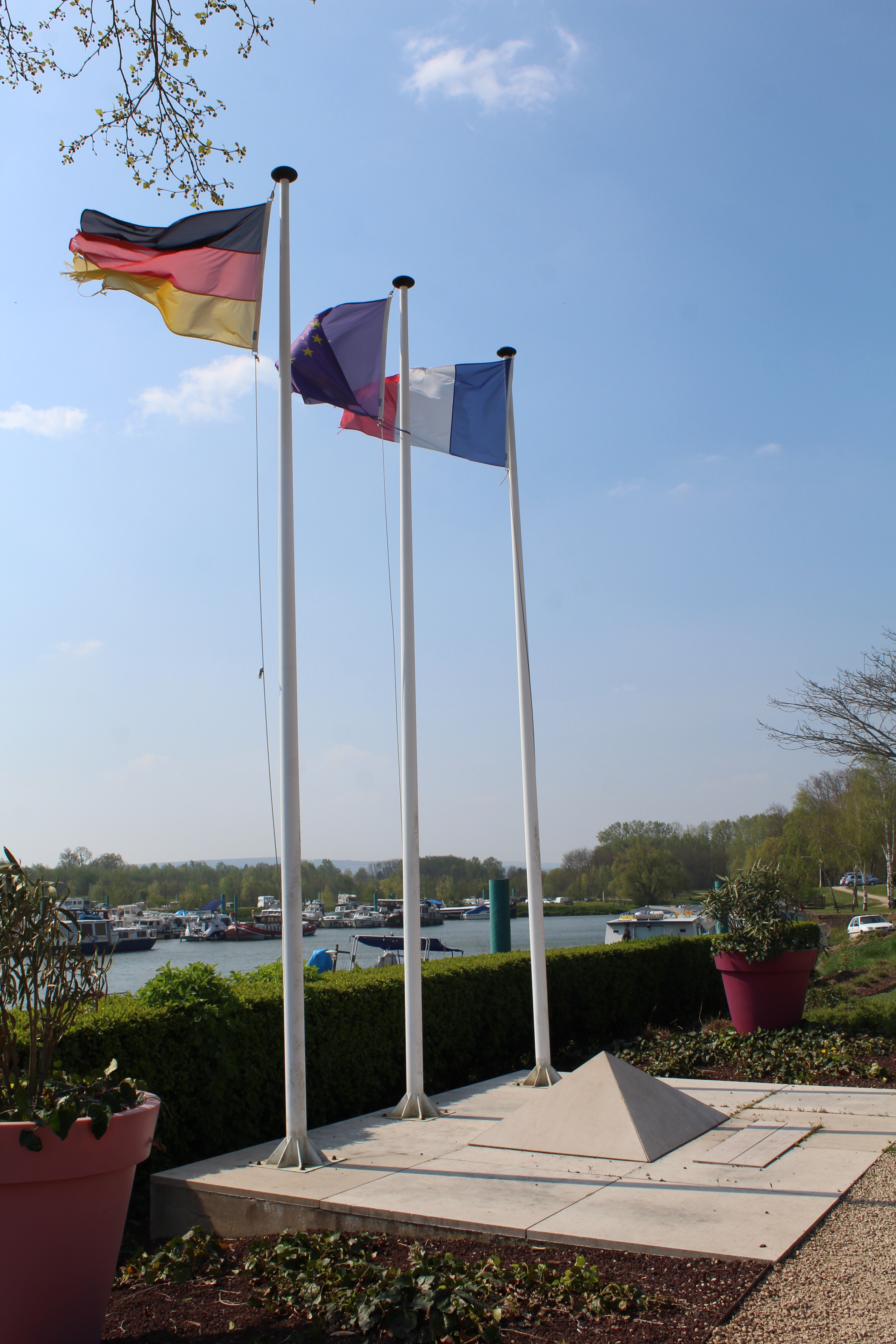
Monument du jumelage.

Après des échanges effectués en 1992 et 1993 entre le collège Antoine Chintreuil et la realschule de Dornhan, l'idée d'un jumelage entre le canton de Pont-de-Vaux et le village allemand de Dornhan situé dans le land de Bade-Wurtemberg commence à germer. C'est ainsi qu'a été officialisé le jumelage en 1994 en Allemagne et en 1995 en France.

## Population et société

### Démographie
L'évolution du nombre d'habitants est connue à travers les recensements de la population effectués dans la commune depuis 1793. Pour les communes de moins de 10 000 habitants, une enquête de recensement portant sur toute la population est réalisée tous les cinq ans, les populations de référence des années intermédiaires étant quant à elles estimées par interpolation ou extrapolation. Pour la commune, le premier recensement exhaustif entrant dans le cadre du nouveau dispositif a été réalisé en 2004.
En 2022, la commune comptait 2 184 habitants, en évolution de −4,63 % par rapport à 2016 (Ain : +5,15 %, France hors Mayotte : +2,11 %).
| 1793  | 1800  | 1806  | 1821  | 1831  | 1836  | 1841  | 1846  | 1851  |
| ----- | ----- | ----- | ----- | ----- | ----- | ----- | ----- | ----- |
| 2 787 | 2 806 | 2 789 | 2 888 | 3 189 | 3 140 | 3 136 | 3 067 | 3 123 |

| 1856  | 1861  | 1866  | 1872  | 1876  | 1881  | 1886  | 1891  | 1896  |
| ----- | ----- | ----- | ----- | ----- | ----- | ----- | ----- | ----- |
| 3 061 | 3 077 | 3 117 | 2 533 | 3 011 | 2 853 | 2 754 | 2 669 | 2 617 |

| 1901  | 1906  | 1911  | 1921  | 1926  | 1931  | 1936  | 1946  | 1954  |
| ----- | ----- | ----- | ----- | ----- | ----- | ----- | ----- | ----- |
| 2 483 | 2 452 | 2 449 | 2 155 | 2 149 | 2 028 | 2 002 | 1 927 | 1 979 |

| 1962  | 1968  | 1975  | 1982  | 1990  | 1999  | 2004  | 2006  | 2009  |
| ----- | ----- | ----- | ----- | ----- | ----- | ----- | ----- | ----- |
| 2 068 | 2 106 | 2 096 | 2 050 | 1 913 | 2 004 | 2 043 | 2 102 | 2 187 |

| 2014  | 2019  | 2022  | - | - | - | - | - | - |
| ----- | ----- | ----- | - | - | - | - | - | - |
| 2 290 | 2 213 | 2 184 | - | - | - | - | - | - |

### Éducation

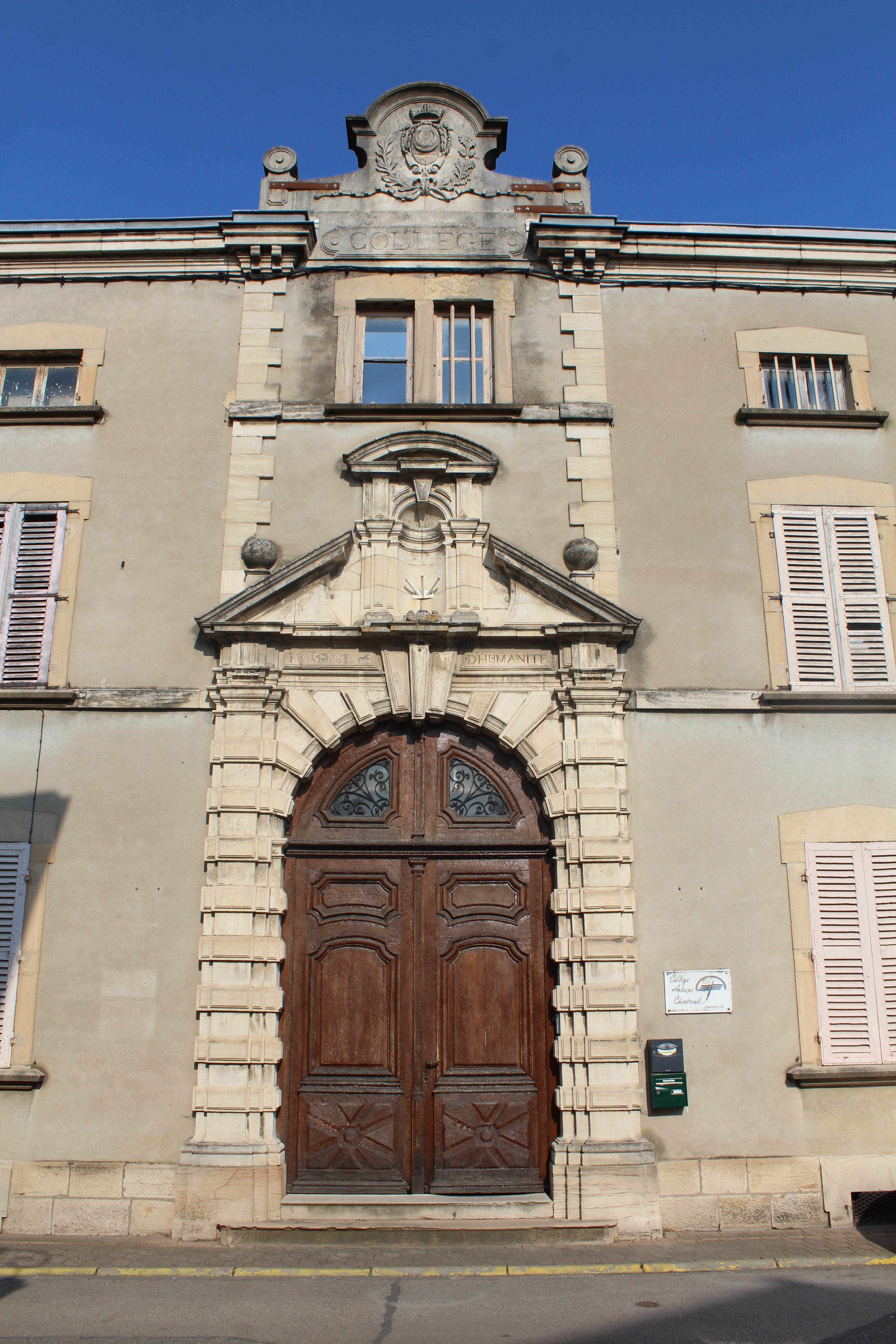
Entrée du collège.

Pont-de-Vaux possède plusieurs établissements scolaires. En premier lieu, l'école maternelle accueille les enfants de la commune entre la petite section et la grande section. Par la suite, ces élèves rejoignent l'école élémentaire du Grand-Cyprès qui se situe dans la rue perpendiculaire à celle menant à l'entrée du premier établissement scolaire.
À la sortie de l'école primaire, les jeunes étudiants rejoignent le collège Antoine-Chintreuil qui regroupent les jeunes adolescents de l'ancien canton de Pont-de-Vaux. À la suite de leur passage en classe de 3e, ces jeunes ont le choix de continuer leurs études au lycée Gabriel-Voisin de Tournus ou René-Cassin de Mâcon.

### Santé

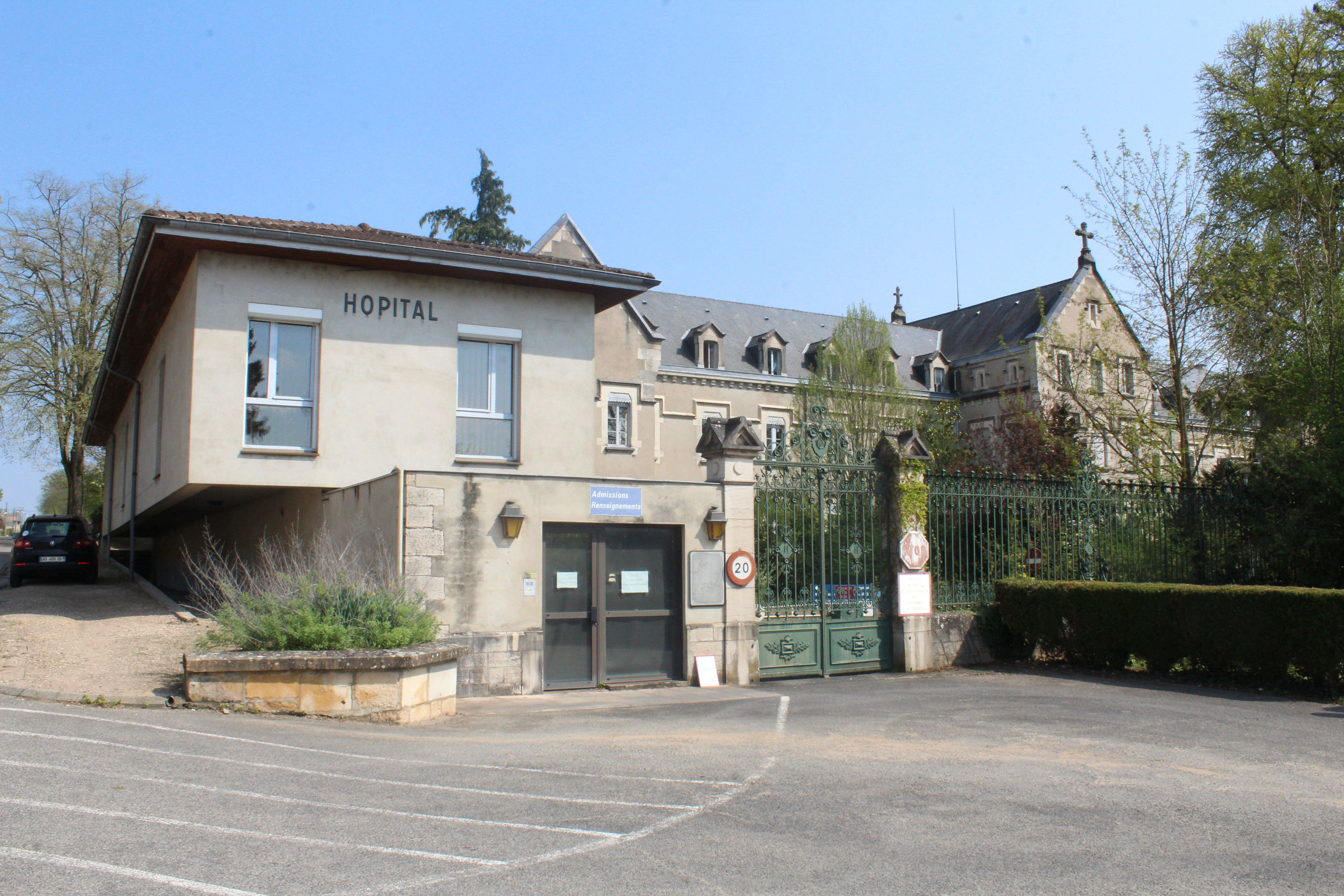
Ancien bâtiment de l'hôpital.

Le plus ancien établissement de santé de la ville est l'hôpital qui date du XIVe siècle. Situé initialement près de la porte Sud, il est transféré au centre de la ville en 1429 et prend le nom d’hôpital royal et militaire. Commandité par les ducs de la ville, l'hôtel-Dieu est d’architecture monacale, avec une cour intérieure bordée de galeries. Les ursulines y accueillent les malades.
À la Révolution, il devient l'hospice d’humanité. Cependant, le XIXe siècle marque la construction d'un nouvel édifice hospitalier grâce aux dons de Michel Poisat, député de l'Ain, né dans la commune, qui le finance et pose la première pierre le 2 novembre 1865. Un siècle plus tard, l'année 1970 marque l’ouverture de la maison de retraite La Valoise au sein du centre avec quatre-vingt une places. En 2009, Il est dôté d'un nouveau bâtiment de douze mille mètres carrés. L'ancien bâtiment est alors abandonné.

### Sports et loisirs
Pour pratiquer une activité sportive ou se divertir, différentes infrastructures et associations sportives et de loisirs sont présentes à Pont-de-Vaux.

#### Infrastructures
Près de la caserne de la gendarmerie se trouvent quatre terrains de football dont un terrain honneur et deux terrains pour les plus jeunes. Cependant, ces équipements ne sont pas isolés des autres installations puisqu'on trouve aussi trois courts de tennis dont un couvert, un boulodrome, une salle multisports ainsi qu'une patinoire.
Le long de la route D 933a, en direction de Fleurville, un site de 40 ha permet actuellement l'organisation annuelle d'une compétition de quad pendant 4 jours. Le projet d'extension de ces aménagements et leur transformation en circuit permanent de sports mécaniques sont contestés par une partie des habitants, à cause des nuisances sonores, et par l'association écologiste régionale (Frapna) car le site est inondable et riche en biodiversité.
Au hameau des Quatre Vents, dans la commune de Reyssouze de l'autre côté de la rivière éponyme, la piscine Archipel regroupe deux bassins dont un en intérieur, un toboggan, un pentagliss et une aire de jeux aquatiques. Elle est aussi la piscine du camping Champ d'Été.
De l'autre côté de la ville à Saint-Bénigne, un terrain de rugby longeait la route D 2. Il existe toujours mais un centre sportif a été installé et inauguré en 2015 au sud-ouest de ce dernier. Il regroupe un terrain de football synthétique ainsi qu'un terrain de rugby lui aussi en revêtement synthétique et entouré d'une piste d’athlétisme.

#### Clubs
Premièrement, quelques clubs de sports collectifs sont représentés au sein de la commune. Tout d'abord, l'Union sportive Pont-de-Vaux Arbigny est un club de football qui possède des équipes en catégorie seniors. Pour les catégories inférieures, c'est-à-dire les catégories jeunes, l'Union sportive Bassin Pontévallois regroupe les joueurs jeunes de l'USPA, du Club sportif de Chevroux et du Football club de Sermoyer.
Le Rugby Club Haute Bresse est un club de rugby à XV qui a la particularité de représenter trois antennes : Pont-de-Vaux, Saint-Trivier-de-Courtes et Pays de Bâgé. Chaque antenne est indépendante mais elles sont toutes liées par le nom, les couleurs et les dirigeants.
En plus des sports collectifs, il existe des clubs pour pratiquer des sports individuels, notamment l'Amicale boule pontévalloise et la Pétanque pontévalloise pour les sports de boules, l'Association motocycliste pontévalloise pour organiser la compétition annuelle de quad, le Club nautique pontévallois pour l'ensemble des sports nautiques et 01 Pulsion Pont-de-Vaux pour la course à pied.
De plus, il y a les sports de balle avec le tennis grâce au Tennis club pontévallois et avec le tennis de table grâce au Tennis de table pontévallois. Ensuite, le Judo club Pontévallois propose le judo et le jujitsu. Enfin, il existe un club multisports qui permet la pratique de la gymnastique, de la GRS, du boomerang, du badminton, du futsal, de la danse de salon, du rock, du tchoukball et de la marche active.

### Médias
Le Progrès est un journal régional diffusant dans les départements de l'Ain, du Jura, du Rhône, de la Loire et de la Haute-Loire. Chaque vendredi est publié le journal local hebdomadaire Voix de l'Ain. De plus, Le Journal de Saône-et-Loire, paru pour la première fois le 2 juillet 1826, est la version saône-et-loirienne du Progrès. Ce journal quotidien paraît dans les environs sous l'édition de Mâcon.
Dans le domaine télévisuel, la chaîne France 3 émet un décrochage local dans la commune par le biais de France 3 Rhône Alpes. Enfin, Radio Scoop est une radio musicale d'Auvergne-Rhône-Alpes qui possède une station à Bourg-en-Bresse diffusant dans l'Ain.

## Culture et patrimoine

### Lieux et monuments

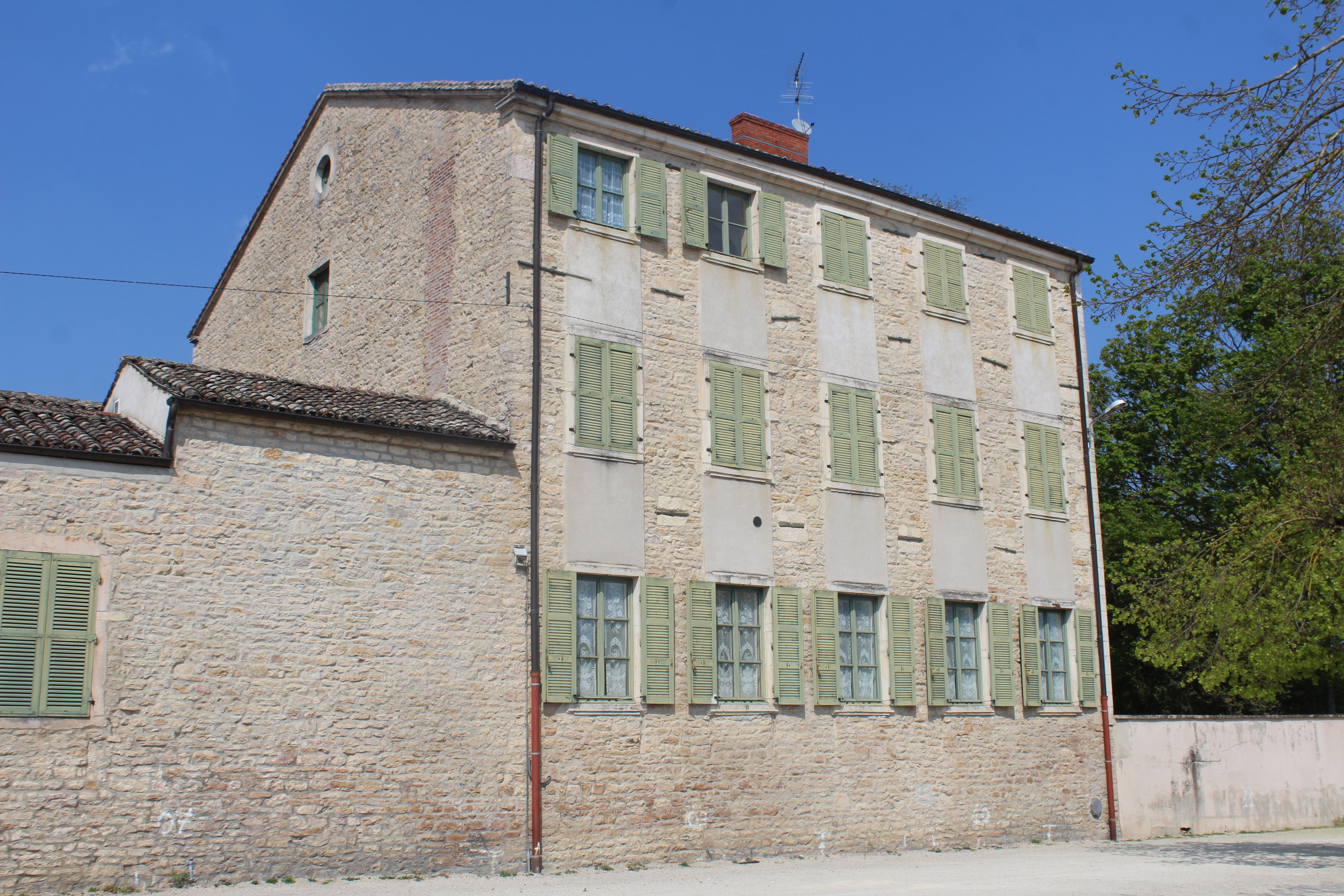
Maison Racle.

Le musée Chintreuil présente dans le cadre d'un ancien hôtel particulier de la fin du XVIIe siècle, actuel hôtel de ville, des collections riches et variées sur le général Joubert et la Révolution française, des œuvres du peintre pré-impressionniste Antoine Chintreuil et d'autres peintres de l'Ain comme Jules Migonney ou Louis Jourdan, des documents liés à l'écologie, à l'ethnologie et un cabinet de curiosités. Le musée développe également des expositions temporaires de qualité.
En face de ce lieu, l'église Notre-Dame-de-l'Assomption a été bâtie au XVe siècle tandis que sa façade en pierre blanche du Mâconnais date du XVIIIe siècle.
- Chapelle de l'hôpital de Pont-de-Vaux.

La maison Racle, située 53 rue Franche, a été construite par l'ingénieur et architecte Léonard Racle. Inscrit au titre des monuments historiques en 1997 pour les façades et toitures des dépendances, la maison est classée l'année suivante le 17 novembre 1998 pour le corps de logis.

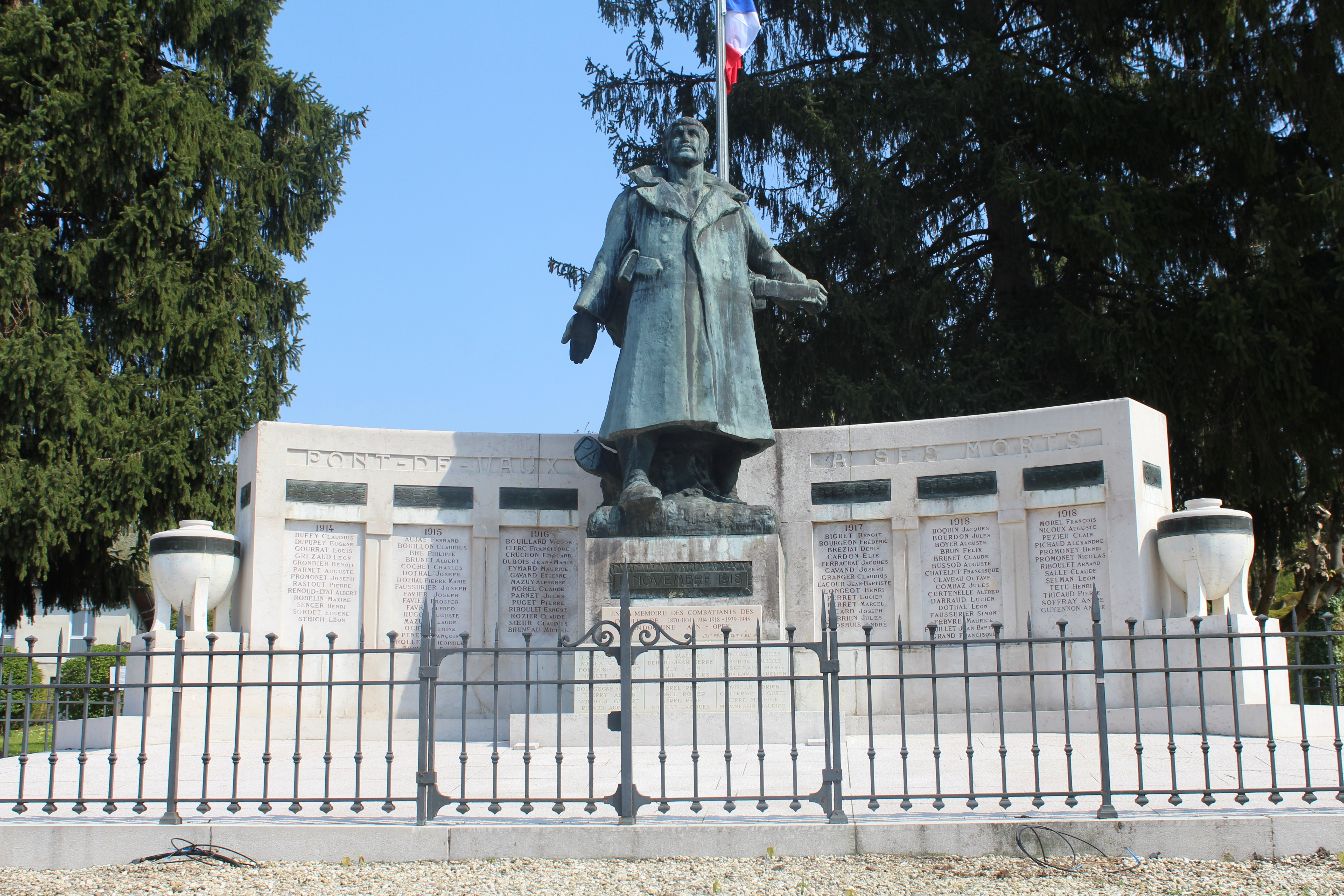
Monument aux morts.

Sur son territoire communal, Pont-de-Vaux honore différentes personnes qui se sont distinguées pour la patrie. Sur la place Joubert, un monument expose Joubert sur un socle où est décrite la carrière de l'enfant du village. De l'autre côté de la rue principale, le monument à Antoine Chintreuil est installé devant la place de la Promenade. Enfin, sur la place Gilbert-Voldoire, le monument aux morts honore les soldats de la commune tombés aux combats des grands conflits du XXe siècle.

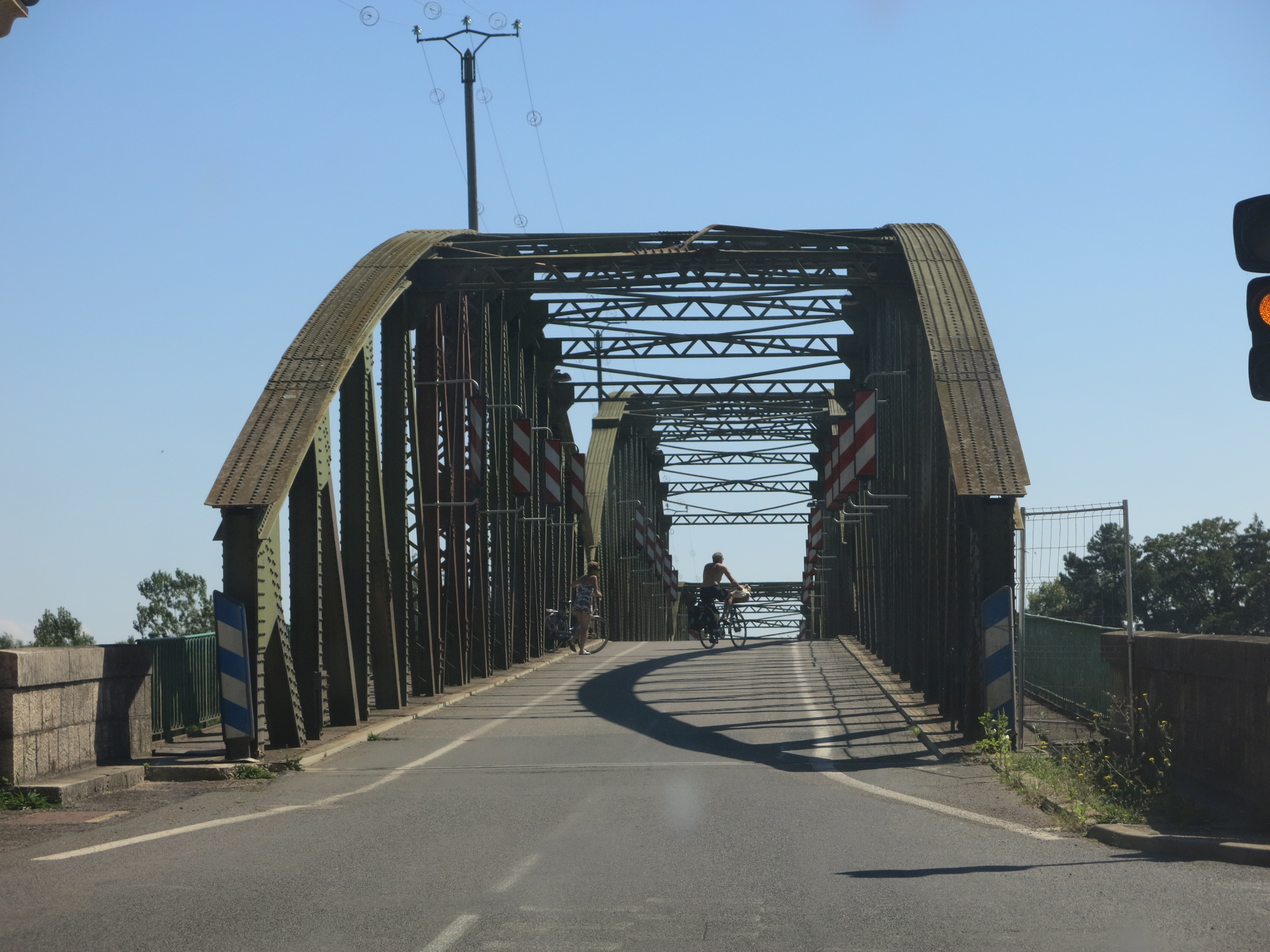
L'entrée du pont de Fleurville.

Près de la place Joubert et de l'ancienne gare de tramway, on trouve un ancien moulin qui était alimenté par la Reyssouze. La présence d'une petite gare s'explique par le fait que Pont-de-Vaux fut relié au début du siècle dernier à « sa » gare – celle de de Fleurville-Pont-de-Vaux, située de l'autre côté de la Saône – par une courte liaison ferroviaire de 5 kilomètres.
Les prairies inondables du val de Saône sont classées zone protégée depuis 1994.
Sur le territoire de la commune est partiellement implanté le pont de Fleurville (qui, en dépit de son nom, débouche sur le territoire de la commune de Montbellet), construit pour la première fois en 1835 pour succéder à un bac et faciliter les communications entre les communes du canton de Pont-de-Vaux et celles du canton de Lugny.

### Manifestations culturelles et festivités
Divers événements et manifestations animent régulièrement la commune depuis quelques années. Tout d'abord, un marché hebdomadaire typique bressan se tient sur la place de la Promenade tous les mercredis. Une centaine de marchands propose différents produits comme les produits alimentaires, les vêtements et du matériel divers.
Festivrac, un festival principalement consacré à la musique accueille chaque année depuis 1993 des groupes plus connus ou moins connus. Ce festival se déroule début juillet et a vu passer durant les différentes éditions Les Tambours du Bronx, Jacques Higelin et Matthieu Chedid.
Le "Maxxis mondial du quad" de Pont-de-Vaux est une compétition internationale de quad se déroulant tous les ans à la fin du mois d’août. Elle fut créée en 1987  et réunit des centaines de personnes venant du monde entier. Regroupant plusieurs épreuves sur un week-end, l'événement se termine par l'épreuve phare qu'est les "12 heures" de Pont-de-Vaux. Elle se déroule en trois manches dont une de nuit ou se défie une centaine de participants.
Au mois d'octobre est organisée la foire braderie de la Saint-François. Son origine remonte à 1559 avec l'apparition d'une foire aux chevaux accordée par Pierre-Emmanuel de Savoie. Ce dernier avait accordé cette foire car il fut impressionné par l’accueil très chaleureux que lui avait réservé la population locale lors de son retour à Chambéry de la signature des traités du Cateau-Cambrésis. Cependant, à partir des années 1970 avec l'abandon des chevaux au profit des tracteurs, la foire devient la braderie qui existe aujourd'hui et a été déplacée le dimanche suivant la Saintè-François.

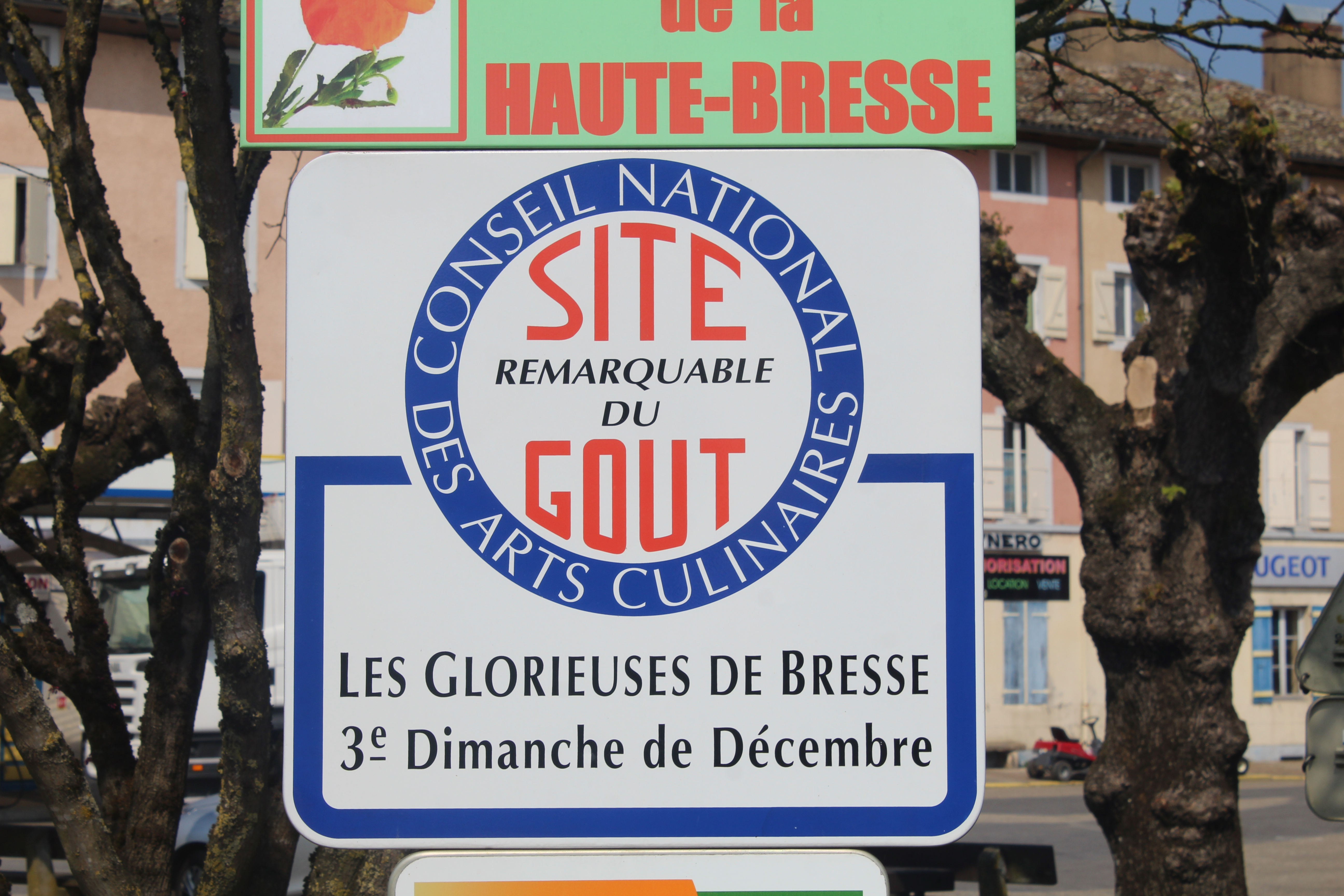
Panneau du site du goût.

Avec Montrevel-en-Bresse, Bourg-en-Bresse et Louhans, Pont-de-Vaux accueille le concours des Glorieuses de Bresse qui distingue et de classe qualitativement les volailles de Bresse des producteurs depuis 1862. Les quatre concours se déroulent en décembre, en particulier celui de la commune se déroule le troisième dimanche du mois.

### Personnalités liées à la commune

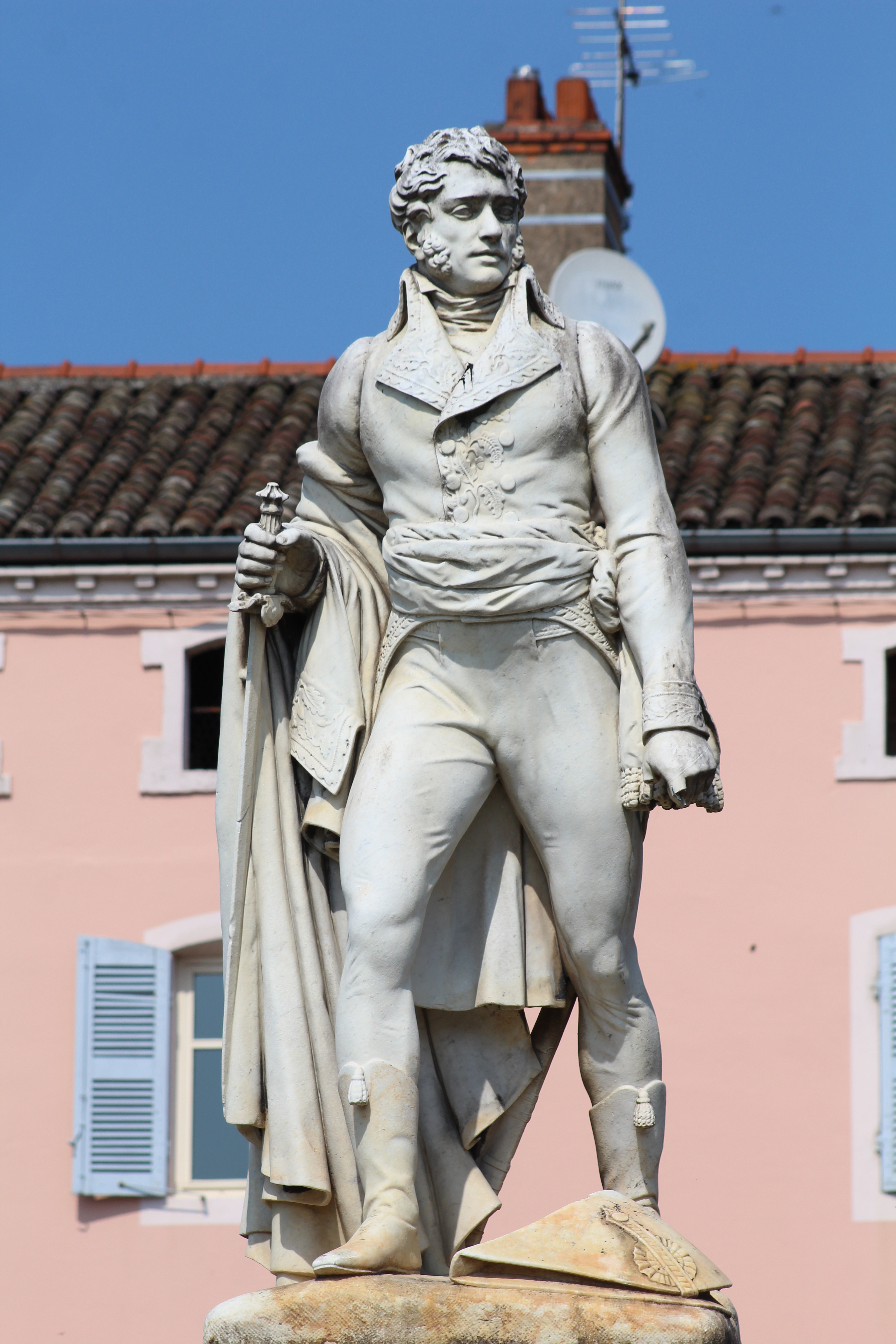
Barthélemy Catherine Joubert.

#### Personnalités nées dans la commune
- Benoît Textor, médecin de la famille Calvin à Genève et auteur d'un ouvrage sur l'art de guérir de la peste.
- Charles Caton de Court (1654-1694), aristocrate, militaire et homme de lettres.
- Antoine Frerejean (1736-1789), maître de forges.
- Étienne Deydier (1743-1825), homme politique.
- Étienne Legrand, baron de Mercey, général de division (1755-1828).
- Jean-François Sausset (1756-1825), avocat, député de l'Ain au Conseil des Cinq-Cents.
- Barthélemy Catherine Joubert (1769-1799), général des armées de la République, mort au combat le 15 août 1799 à la bataille de Novi.
- Claude Marie Joseph Pannetier (1769-1843), général des armées de la République et de l'Empire.
- Antoine François Renaud (1770-1841), général des armées de la République et de l'Empire y est né.
- Michel Poisat (1802-1869), député de l'Ain de 1842 à 1848.
- Antoine Chintreuil (1816-1873), peintre dont le musée de la commune porte le nom.
- Hippolyte Herbet (1846-1903), maire de la commune et député de l'Ain.
- Francine Ducrot-Icard, sculptrice.
- André Chagny (1872-1965), historien, écrivain et archéologue.
- Christian Badin (1949-), joueur de rugby.

#### Autres personnalités
- Léonard Racle (1736-1791), ingénieur, architecte et faïencier qui a réalisé le canal, la maison Racle et l'ancienne halle aux blés.

### Héraldique
| Blason de Pont-de-Vaux | Blason  | D'azur au croissant d'argent. |
| Blason de Pont-de-Vaux | Détails |                               |

### Gastronomie

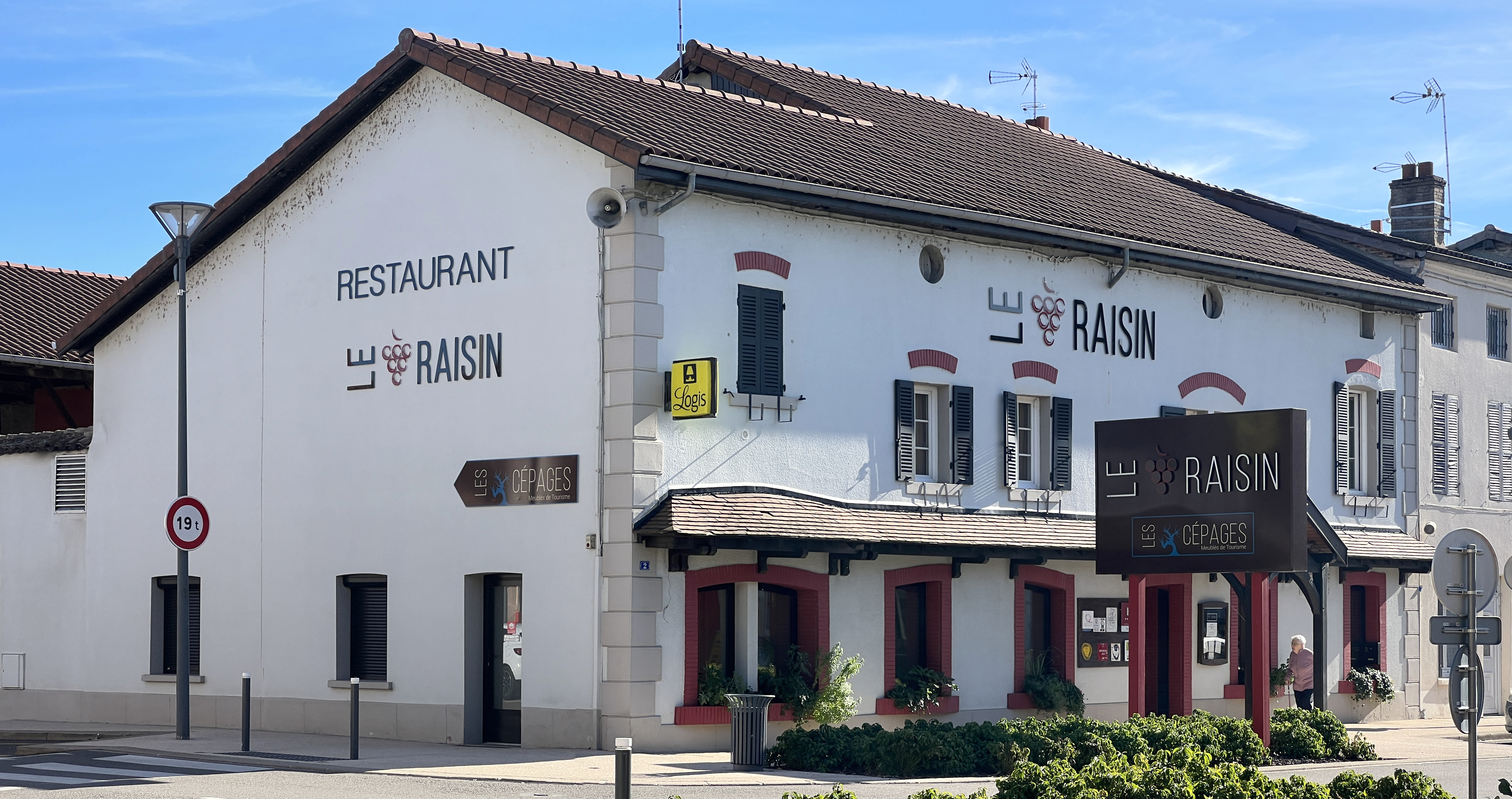
Restaurant Le Raisin.

Les spécialités culinaires sont celles de la région bressane, c'est-à-dire la volaille de Bresse, les gaudes, la galette bressane, les gaufres bressanes, la fondue bressane. Sa situation dans la Bresse lui donne le privilège d'être dans l'aire géographique de l'AOC Volailles de Bresse. La commune a aussi l'autorisation de produire le vin IGP Coteaux de l'Ain sous les trois couleurs, rouge, blanc et rosé.
En 2015, le restaurant Le Raisin obtient Une étoile au Guide Michelin avec son chef Frédéric Michel. Le restaurant avait déjà eu cette étoile, jusqu'en 1999, avec Gilles Chazot.